# Клюшин, Роберт Иванович
Роберт Иванович Клюшин — советский хозяйственный, государственный и политический деятель.

## Биография
Родился в 1928 году в Горьком. Член КПСС.
С 1951 года — на хозяйственной, общественной и политической работе. В 1951—1991 гг. — инженер, начальник смены, начальник тяжелопрессового цеха, заместитель директора по капитальному строительству предприятия, секретарь парткома Южуралмашзавода, первый секретарь Орского горкома КПСС, ответработник центрального аппарата Комитета народного контроля СССР.
Делегат XXIII, XXIV и XXV съездов КПСС.
Почетный гражданин города Орска.
Умер в Москве в 2013 году.